# Шентвид-при-Луковиці
Шентвид-при-Луковиці (словен. Šentvid pri Lukovici) — поселення в общині Луковиця, Осреднєсловенський регіон, Словенія. 
Висота над рівнем моря: 329,7 м.